# Mohamed Seddik Benyahia
Pour les articles homonymes, voir Benyahia.
Mohamed Seddik Benyahia, né le 30 janvier 1932 à Jijel en Algérie, et mort le 3 mai 1982 près de la localité de Gottour, en Iran, près de la frontière irano-turque, est un homme politique algérien. Militant nationaliste durant la guerre d'Algérie, il devient à l'indépendance de son pays successivement ministre de l'Information (1966-1970), de l'Enseignement supérieur (1970-1977), des Finances (1977-1979), et des Affaires étrangères (1979 à sa mort).

## Biographie
Originaire de Jijel, il est diplômé de l'université d'Alger. Tout en étant jeune avocat, il prend une part active dans la lutte pour l'indépendance de son pays durant la guerre d'Algérie.
Il est secrétaire général de la présidence du gouvernement provisoire de la République algérienne (GPRA) et membre de la délégation algérienne ayant négocié avec le gouvernement français pour aboutir à la signature des Accords d'Évian en 1962. Il fait partie de la délégation algérienne aux pourparlers de Melun en 1960 avec Ahmed Boumendjel. Il est chargé de présider la réunion du CNRA à Tripoli (Libye) en 1962. 
Après l'indépendance, il occupe le poste d'ambassadeur à Londres puis à Moscou.
Il est ensuite :
- Ministre de l'Information du 22 octobre 1966 au 21 juillet 1970, dans le gouvernement Boumediène II. C'est lui qui organise le premier Festival panafricain en 1969.
- Ministre de l'Enseignement Supérieur et de la Recherche Scientifique du 21 juillet 1970 au 23 avril 1977, dans le gouvernement Boumediène III.
- Ministre des Finances du 23 avril 1977 au 8 mars 1979, dans le gouvernement Boumediène IV.
- Ministre des Affaires Étrangères du 8 mars 1979 à sa mort, dans les gouvernements Abdelghani I, II et III.

En 1981, il est victime, au Mali, d'un grave accident d'avion qui lui cause d'importantes blessures et l'oblige à un repos de plusieurs mois. Il est accompagné de son collaborateur Abdelwahab Abada, directeur des affaires africaines au ministère des Affaires étrangères (MAE), sorti vivant lui aussi de l'accident.
Cependant, il ne survit pas à un autre incident aérien, survenu moins d'un an plus tard. Menant une mission de paix entre l'Iran et l'Irak alors en guerre, Mohammed Seddik Benyahia meurt au-dessus de la frontière entre l'Iran et la Turquie le 3 mai 1982, et avec lui une délégation du MAE composée de 8 cadres du ministère des Affaires étrangères, un journaliste et les 4 membres d'équipage : son avion, un Grumman Gulfstream II de la présidence de la République, est abattu par le tir du missile d'un avion irakien,,.

## Hommage
Le siège du Ministère algérien des Affaires étrangères est baptisé du nom de Mohamed Seddik Benyahia le 3 mai 2021.